# Francesco de Blasiis
Francesco de Blasiis (né le 4 juillet 1807 à Città Sant'Angelo – mort le 31 août 1873 à Rome) est un agronome et un homme politique italien du XIXe siècle, patriote de l'Unité italienne du royaume d'Italie.

## Biographie
Francesco de Blasiis est un  agronome, chercheur en fabrication et conservation du vin, ainsi qu'en culture des oliviers et des vignes.
Élu député au collège de Penne (Italie) en 1848,  au collège de  Bibbiena (Arezzo) le 6 mai 1860 et au collège de  Città Sant'Angelo le 3 février 1861
Membre du parlement de Naples, il prend part aux manifestations et aux mouvements libéraux de 1848, et doit s’enfuir à Turin avec Pascal-Stanislas Mancini, chef de file du mouvement,. Francesco de Blasiis est nommé par Urbano Rattazzi ministre  de l'agriculture en 1867.

## Famille
Francesco de Blasiis épouse Diomira Mazziotti, fille de Francescantonio Mazziotti, Baron de Celso et depute au college de Torchiara (Salerno), riche proprietaire feudale, patriote et exploitant d'une mine de manganèse, vivant à Nice (alors possession sarde).

## Décorations
- commandeur de l'ordre des Saints-Maurice-et-Lazare